# Specie di Telemidae
Di seguito sono descritte tutte le 61 specie della famiglia di ragni Telemidae note a giugno 2013.

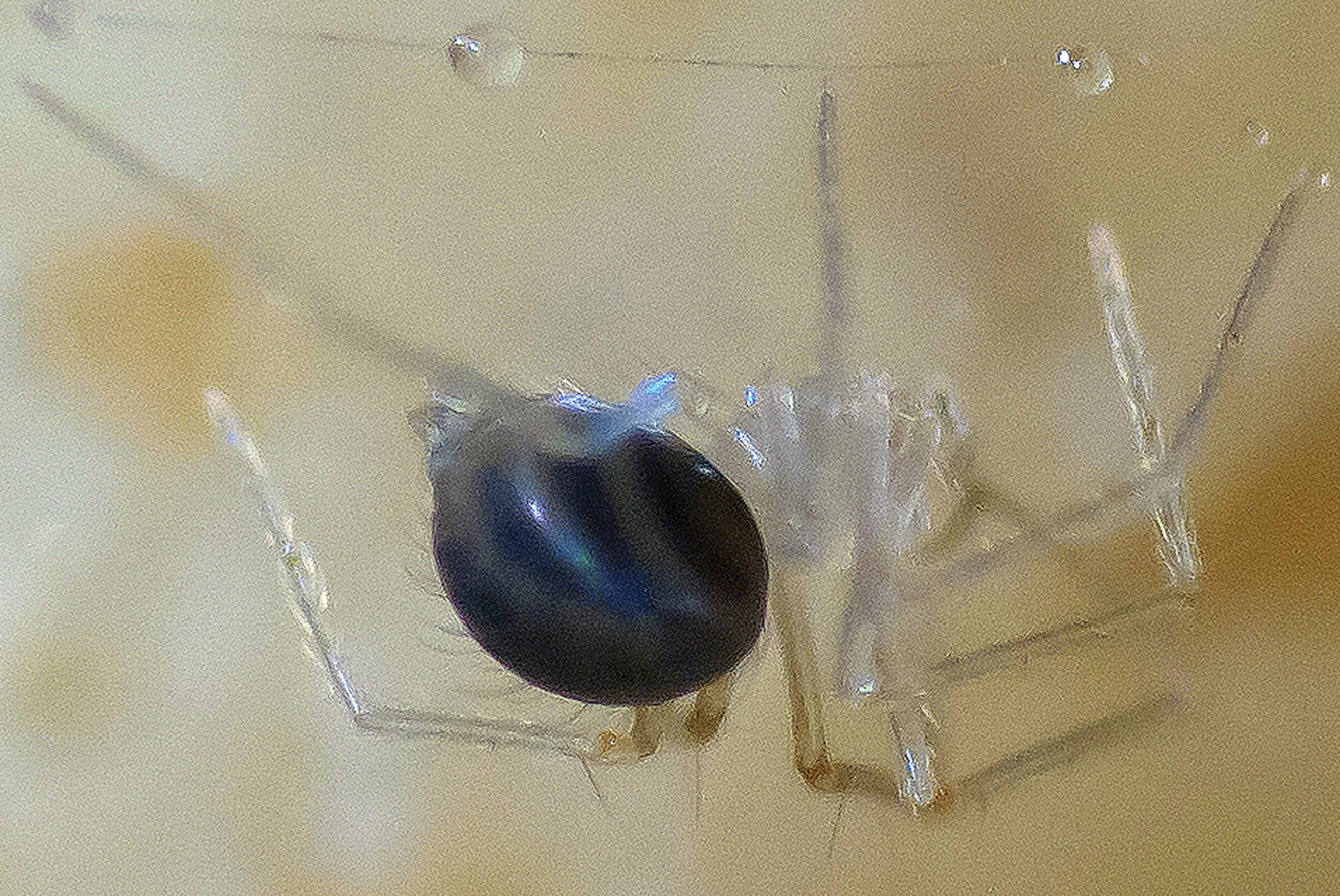
Telema tenella

## Apneumonella
Apneumonella Fage, 1921
- Apneumonella jacobsoni Brignoli, 1977 — Sumatra, Malaysia
- Apneumonella oculata Fage, 1921 — Tanzania

## Cangoderces
Cangoderces Harington, 1951
- Cangoderces cameroonensis Baert, 1985 — Camerun
- Cangoderces christae Wang & Li, 2011 — Costa d'Avorio
- Cangoderces koupeensis Baert, 1985 — Camerun
- Cangoderces lewisi Harington, 1951 — Sudafrica
- Cangoderces milani Wang & Li, 2011 — Camerun

## Jocquella
Jocquella Baert, 1980
- Jocquella boisai Baert, 1984 — Nuova Guinea
- Jocquella leopoldi Baert, 1980 — Nuova Guinea

## Pinelema
Pinelema Wang & Li, 2012
- Pinelema bailongensis Wang & Li, 2012 — Cina

## Seychellia
Seychellia Saaristo, 1978
- Seychellia cameroonensis Baert, 1985 — Camerun
- Seychellia jeremyi Wang & Li, 2011 — Costa d'Avorio
- Seychellia lodoiceae Brignoli, 1980 — Isole Seychelles
- Seychellia wiljoi Saaristo, 1978 — Isole Seychelles
- Seychellia xinpingi Lin & Li, 2008 - Cina

## Telema
Telema Simon, 1882
- Telema acicularis Wang & Li, 2010 - Thailandia
- Telema adunca Wang & Li, 2010 - Cina
- Telema anguina Wang & Li, 2010 - Thailandia
- Telema auricoma Lin & Li, 2010 - Cina
- Telema bella Tong & Li, 2008 - Cina
- Telema bifida Lin & Li, 2010 - Cina
- Telema biyunensis Wang & Li, 2010 - Cina
- Telema breviseta Tong & Li, 2008 - Cina
- Telema circularis Tong & Li, 2008 - Cina
- Telema claviformis Tong & Li, 2008 - Cina
- Telema conglobare Lin & Li, 2010 - Cina
- Telema cordata Wang & Li, 2010 - Cina
- Telema cucphongensis  Lin, Pham & Li, 2009 - Vietnam
- Telema cucurbitina Wang & Li, 2010 - Cina
- Telema dengi Tong & Li, 2008 - Cina
- Telema dongbei Wang & Ran, 1998 - Cina
- Telema exiloculata Lin, Pham & Li, 2009 - Vietnam
- Telema fabata Wang & Li, 2010 - Singapore
- Telema feilong Chen & Zhu, 2009 - Cina
- Telema grandidens Tong & Li, 2008 - Cina
- Telema guihua Lin & Li, 2010 - Cina
- Telema liangxi Zhu & Chen, 2002 - Cina
- Telema malaysiaensis Wang & Li, 2010 - Borneo
- Telema mayana Gertsch, 1973 - Guatemala
- Telema mikrosphaira Wang & Li, 2010 - Cina
- Telema nipponica (Yaginuma, 1972) - Giappone
- Telema oculata Tong & Li, 2008 - Cina
- Telema pedati Lin & Li, 2010 - Cina
- Telema renalis Wang & Li, 2010 - Cina
- Telema spina Tong & Li, 2008 - Cina
- Telema spinafemora Lin & Li, 2010 - Cina
- Telema spirae Lin & Li, 2010 - Cina
- Telema strentarsi Lin & Li, 2010 - Cina
- Telema tenella Simon, 1882 - Spagna, Francia
- Telema tortutheca Lin & Li, 2010 - Cina
- Telema vesiculata Lin & Li, 2010 - Cina
- Telema wunderlichi Song & Zhu, 1994 - Cina
- Telema yashanensis Wang & Li, 2010 - Cina
- Telema zhewang Chen & Zhu, 2009 - Cina
- Telema zonaria Wang & Li, 2010 - Cina

## Telemofila
Telemofila Wunderlich, 1995
- Telemofila pecki (Brignoli, 1980) — Nuova Caledonia
- Telemofila samosirensis Wunderlich, 1995 — Sumatra

## Usofila
Usofila Keyserling, 1891
- Usofila flava Chamberlin & Ivie, 1942 — USA
- Usofila gracilis Keyserling, 1891 — USA
- Usofila oregona Chamberlin & Ivie, 1942 — USA
- Usofila pacifica (Banks, 1894) — USA, Alaska